# Rákóczi sör
A Rákóczi sör a Borsodi Sörgyár Zrt. terméke.

## Jellemzői
- Típus: Világos sör
- Alkoholtartalom: 4,1% V/V[1]
- Kiszerelés: 0,5 literes üveg és alumínium doboz, 2 literes pet palack.
- Összetevők: víz, árpamaláta, kukoricadara, komló.

2 literes müanyag palackos kiszerelésben is kapható.

## További információ
- Rákóczi világos sör (címke 1986-ból)